# Nita elsaff
Nita elsaff is een spinnensoort uit de familie trilspinnen (Pholcidae). De soort komt voor in Egypte en Oezbekistan.